# 토모큐브
토모큐브(TOMOCUBE, Inc.)는 대한민국의 홀로토모그래피 기업이다. 본사는 대전 유성구 신성로 155, 4층 (신성동,셀바스헬스케어)에 위치해 있다. 대표이사는 홍기현이다.

## 역사
2015년 KAIST 물리학과 박용근 교수와 기술창업 전문가 홍기현 대표가 공동 창업하였다.

## 투자
- 2016년 소프트뱅크벤처스에서 20억 원, 한미사이언스에서 10억 원을 투자했다.[3]
- 2018년 인터베스트와 소프트뱅크벤처스코리아 및 컴퍼니케이파트너스가 공동으로 총 50억 원을 투자했다.[4]
- 2019년 150억원 규모의 시리즈 B 투자에 인터베스트, 데일리파트너스, 컴퍼니케이파트너스가 참여하였다[5]
- 2021년 212억원 규모의 시리즈C 투자에 한국투자프라이빗에쿼티, SKS프라이빗에쿼티, 데일리파트너스, 유경PSG자산운용, 리딩에이스캐피탈, 타임폴리오자산운용, IBK투자증권, IBK캐피탈 등 총 8개 투자기관이 참여했다.[6]

## 상장
2024년 11월 7일 대신증권을 주관사로 공모가 16,000원(희망공모가 밴드 10,900 ~ 13,400원) 상장하였다.

## 같이 보기
- 파크시스템스
- 현미경

## 참고 문헌
1. ↑  3D 현미경 최초 개발 ‘토모큐브’, 소프트뱅크벤처스·한미사이언스로부터 총 30억 원 투자 유치, 비석세스, 2016년 03월 29일
2. ↑  홍아름, 미니 장기까지 들여다 보는 홀로토모그래피 "CT처럼 급성장할 것", 조선비즈, 2024.07.19.
3. ↑  김용영, 소프트뱅크벤처스, 3D 현미경 개발 스타트업 ‘토모큐브’에 투자, 매일경제, 2016-03-29
4. ↑  김민정, 바이오 스타트업 ‘토모큐브’, 3개 VC로부터 50억원 투자 유치, 플랫텀, 2018/04/10
5. ↑  이경호, 토모큐브, 3차원 홀로그래피 현미경 세포관찰 ‘시리즈B’ 150억원 투자유치, 메디컬투데이, 2019-08-29
6. ↑  이광수, VC가 선택한 바이오 비욘드바이오·토모큐브 투자 유치, 이데일리, 2021.09.25
7. ↑  김효진, 대신증권 주관 3D 세포 이미징 기업 '토모큐브', 한투의 SAP 솔루션 기업 '인스피언', 더스탁, 2024.07.21